# Ribesiodes pergamenaceum
Ribesiodes pergamenaceum là một loài thực vật có hoa trong họ Anh thảo. Loài này được (A. DC.) Kuntze miêu tả khoa học đầu tiên năm 1891.